# Ярсоцбанк
ОАО «Ярсоцба́нк» (Открытое акционерное общество «Ярославский коммерческий банк социального развития») — один из крупнейших банков Ярославской области, существовавший в 1990—2010 годах.

## История
«Ярсоцбанк» создан 16 ноября 1990 года; учредителями выступили Ярославское областное предприятие оптовой торговли «Рособувьторг», Ярославское областное предприятие оптовой торговли «Росторгодежда», Ярославская фабрика технических тканей, Управление капитального строительства Ярославского горисполкома, Производственное швейное объединение «Ярославль», Ярославский областной совет профсоюзов.
Активы «Ярсоцбанка» по РСБУ по данным на 1 июля 2010 года составляли 6,64 млрд руб., собственные средства (капитал) — 648 млн руб..
Помимо центрального офиса в Ярославле имелось 6 дополнительных офисов в Ярославле, 2 в Рыбинске и 1 в Тутаеве.
Обслуживал свыше 7,5 тысяч юридических лиц, крупнейшие из которых ЗАО «Балканская звезда», ОАО «Русские краски», ОАО «Ярославский радиозавод», ОАО «Ярославский шинный завод», Завод «Раскат», ОАО «Ярославский технический углерод», ХК «Локомотив», мэрия Ярославля, ГУ Банка России по Ярославской области, инспекции по налогам и сборам города и области, ярославские вузы, ОАО «Ярославрезинотехника» и другие. Количество счетов, открытых частными лицами, превысило 250 тысяч.
Был участником / членом:
- Ассоциация российских банков
- Московская межбанковская валютная биржа (ММВБ)
- Санкт-Петербургская валютная биржа (СПВБ)
- Национальная ассоциация участников фондового рынка (НАУФОР)
- Некоммерческое партнёрство «Банки Золотого кольца»
- Некоммерческое партнёрство «Экономический совет Ярославской области»
- Ярославская областная торгово-промышленная палата
- Некоммерческое партнёрство «Развитие финансовых рынков „Межбанковская расчётная система“»

В конце 2008 года «Ярсоцбанк» вошёл в банковскую группу «Промсвязьбанк». В конце октября 2010 года «Ярсоцбанк» окончательно поглощён «Промсвязьбанком», после чего Ярославский филиал «Промсвязьбанка» стал крупнейшим его филиалом.